# Scherenbienen
Die Scherenbienen (Chelostoma) sind eine Gattung aus der Familie der Megachilidae. Sie sind Bauchsammler, haben also an der Unterseite des Hinterleibes Haare zum Pollentransport. Sie sind nahe mit der Gattung Osmia verwandt und werden oft auch als Untergattung von Osmia betrachtet oder (früher) zu den Löcherbienen (Heriades) gezählt. Scherenbienen sind mit insgesamt 54 Arten in der Palaearktis und Nearktis verbreitet, eine Art ist aus der Orientalis bekannt.

## Merkmale
Die Scherenbienen (zumindest die einheimischen Arten) sind ca. 4 bis 12 mm lang. Sie sind nur wenig behaart, schwarz oder greis und schlank. Die Weibchen haben kräftige, scherenartige Mandibeln, denen sie ihren deutschen Namen verdanken. Die Männchen haben an der Unterseite und am Abdomenende Wülste und Zacken.

## Verhalten
Die Scherenbienen leben solitär und haben nur eine Generation im Jahr, sie fliegen in Mitteleuropa von Mai bis August. Die männlichen Tiere schlüpfen einige Tage vor den Weibchen und patrouillieren auf der Suche nach Weibchen an Futterpflanzen oder in der Nähe der Nester.
Alle Arten von Scherenbienen nisten in vorhandenen Hohlräumen (z. B. Fraßgänge von Käfern), in totem Holz oder hohlen Stängeln (teils in Halmen schilfgedeckter Dächer, auch in Nisthilfen). Die Zellwände und der Abschluss werden aus Lehm gemacht. Bei mehreren Arten wird Nektar verwendet, um den Lehm  weich zu machen. Im Nestverschluss werden auch kleine Steinchen und Sandkörner eingebaut. Die meisten Arten von Scherenbienen (alle einheimischen) sind oligolektisch, also auf Pollen weniger Pflanzenarten, spezialisiert, nur wenige Arten sind polylektisch.

## Systematik
Nach A. Müller sind die Scherenbienen die Schwestergruppe der anderen Osmiini außer der Gattung Ocheriades.
Die Gattung Chelostoma wird in vier Untergattungen eingeteilt (Anzahl der Arten in Klammern): Chelostoma s. str. (14), Eochelostoma (1), Foveosmia (17), Gyrodromella (8) und Prochelostoma (4).

## Einheimische Arten
Im deutschsprachigen Raum gibt es folgende Arten.
- Ch. campanularum (D, A, CH, in Nordamerika eingeschleppt)
- Ch. distinctum (D, A, CH)
- Ch. emarginatum (A, Ch)[6]
- Ch. florisomne (D, A, CH)
- Ch. foveolatum (CH, A, Vorkommen in D nicht sicher[3])
- Ch. grande (A, CH), sehr selten, alpin.
- Ch. handlirschi (A?, zweifelhafte Meldung)[5]
- Ch. rapunculi (D, A, CH, in Nordamerika eingeschleppt)
- Ch. styriacum (A, Steiermark, Burgenland)[5]
- Ch. ventrale (A, CH)[7]